# ETA Manufacture Horlogère
 (mai 2015).
Pour les articles homonymes, voir ETA (homonymie).
ETA SA Manufacture Horlogère Suisse est une entreprise suisse qui développe et fabrique des mouvements pour l'horlogerie mondiale. Fondée en 1856, elle fait partie de Swatch Group depuis 1985. Elle emploie près de 6 000 personnes à travers le monde.

## Historique

### Création de l'entreprise
L'histoire de l'entreprise commence au XIXe siècle dans la ville de Granges, avec la fondation de la fabrique d'horlogerie Eterna par Urs Schild et le docteur Josef Girard en 1856.  
Les premiers mouvements signés ETA apparaissent dès 1924. En 1932, l'entreprise se divise en deux sociétés distinctes : Eterna SA pour la commercialisation de montres finies et ETA SA pour la production d'ébauches. 
Cette dernière rejoindra le groupement Ébauches SA.
En 1943, l'entreprise crée le premier atelier d'apprentissage de l'industrie horlogère.

### Croissance et acquisitions
En 1978, en pleine crise horlogère, Ernst Thomke est appelé pour sauver ETA SA. Sous son impulsion, elle fusionne en 1978 avec sa concurrente A. Schild SA,. Elle intègre en 1982 la Société suisse de Microélectronique et d'Horlogerie SA (SMH-Swatch Group). ETA SA, alors principale fabrique du groupe, prend la direction générale d'Ébauches SA et de l’ensemble de ses filiales.
Lors de la Crise du quartz qui affecta la plupart des entreprises du secteur dans les années 1970 et 1980, ETA SA lance un vaste programme de recherche à l'origine de sa sortie de crise. Elle développe, entre autres, la Delirium en 1978 et la Swatch en 1982. En 1979, elle produit des montres à quartz. Ernst Thomke et Jacques Müller déposent le 6 juillet 1984 la demande pour le brevet numéro EP0131858, pour une « montre dont la boîte forme platine ».
Cette entreprise est aujourd'hui connue sous le nom de ETA SA Manufacture Horlogère Suisse. 

## Produits

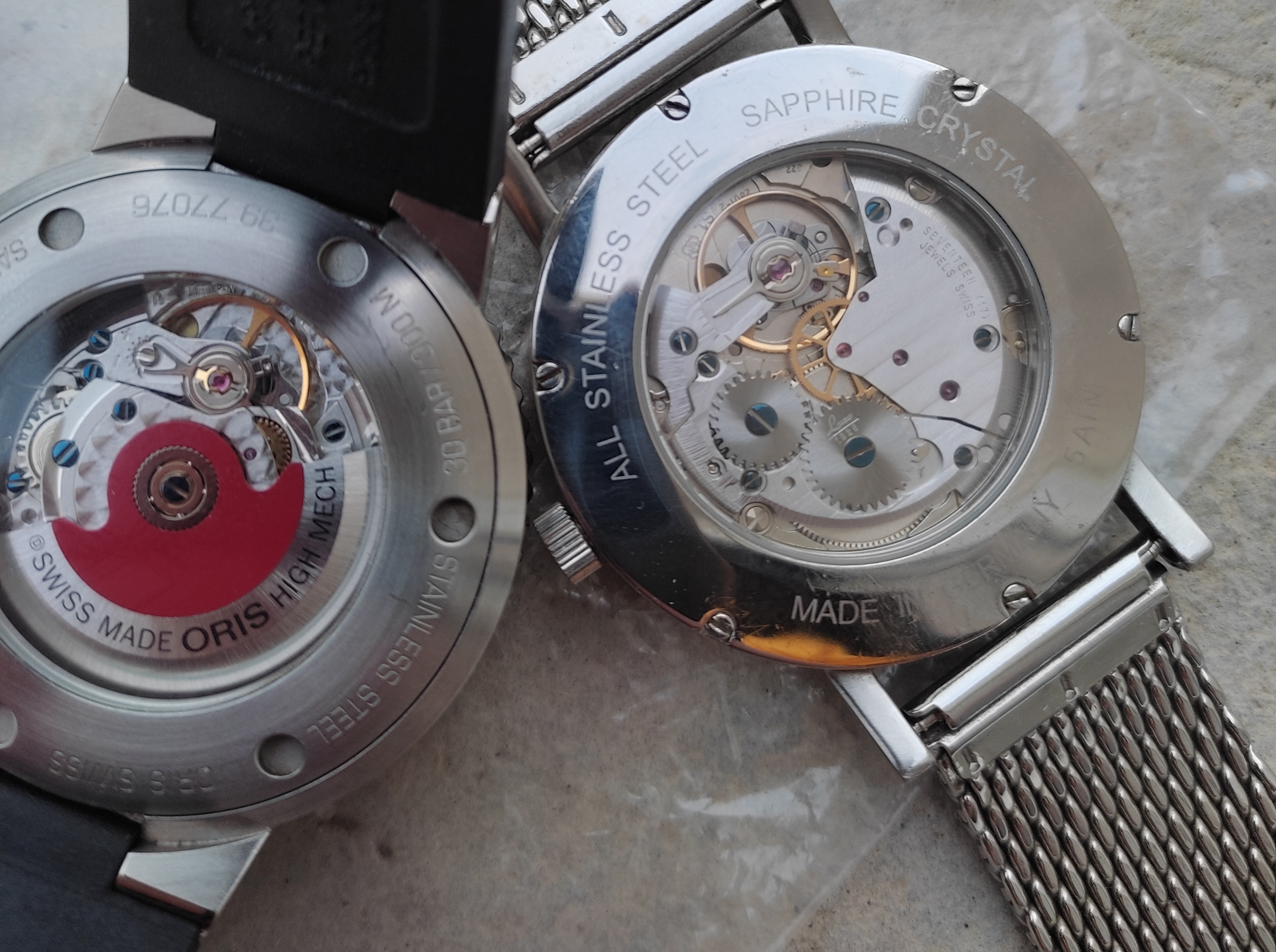
ETA 2824 et 2801 en finition TOP

ETA produit des mouvements horlogers mécaniques ou à quartz, d'entrée ou de milieu de gamme. La plupart sont disponibles en plusieurs finitions, avec divers niveaux de performance (Standard, Elaboré, Top). Le mouvement peut être complété par un module lui rajoutant une fonctionnalité.
Elle fournit une grande partie de l'industrie suisse et possède une situation de quasi-monopole. ETA doit alors souvent entrer en discussion avec la commission de la concurrence (Comco) afin de négocier sa liberté de vente sur le marché horloger.
Parmi les mouvements produits par l'entreprise, certains ont une grande renommée :
- 2824 : mouvement mécanique à remontage automatique « 3-aiguilles-date », le plus produit de la gamme, très répandu depuis les années 1980 ;
- 2801/2804 : versions manuelles du 2824 ;

- 2892 : mouvement « 3-aiguilles-date », plus petit que le 2824. Décliné en 2893 (aiguille GMT) et 2894 (chronographe) ;
- 2671 et 2000 : mouvements miniatures pour montres de moins de 36 mm ;
- Powermatic 80 : variante du 2824, « 3-aiguilles-date », avec une réserve de marche de 80 heures, exclusif au Swatch Group dont Tissot ;
- 7750 Valjoux : mouvement chronographe à levier, à remontage automatique, décliné en chronographe à colonne sous le nom L688 ;
- Sistem 51 : mouvement mécanique à remontage automatique, avec affichage des heures, minutes, secondes ; il a une réserve de marche importante et il n'est composé que de 51 pièces. Ce mouvement est pour l'instant exclusif à la Swatch 51 ; une fois placé dans la montre, il n'est plus réparable.
- Unitas 6497/6498 : mouvement manuel initialement pour montre de poche, toujours en production, simple et fiable.

## Lieux de  production

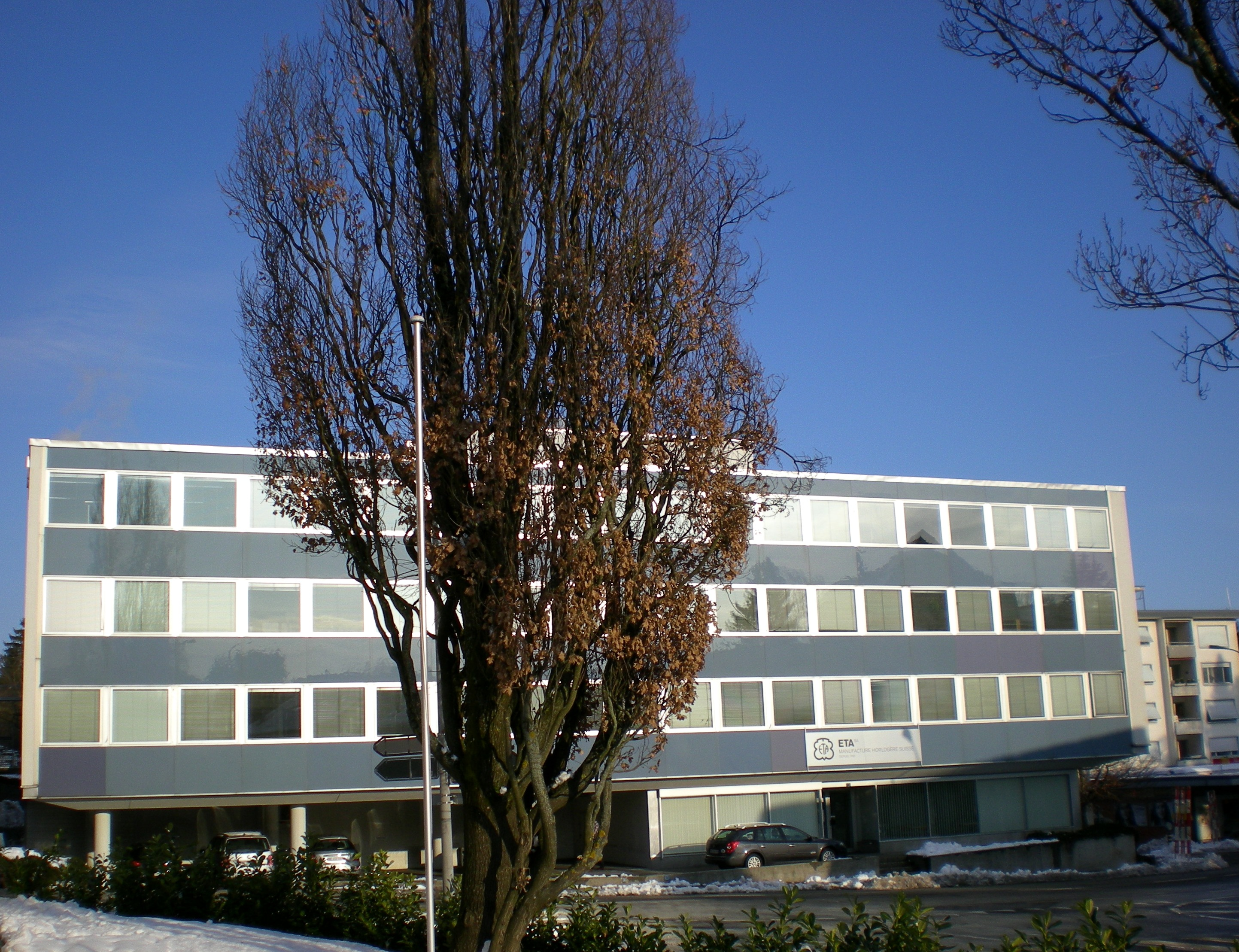
Fabrique ETA à Granges

Les sites de production se situent en Suisse : Bâche, Boncourt, Fontainemelon, Moutier, Saint-Imier, Sion, Villeret. Le siège social se situe lui à Granges.